# Georges Hody
Georges François Joseph Hody (Luik, 25 december 1892 - Knokke, 17 augustus 1955) was een Belgisch senator.

## Levensloop
Hody werd gemeenteraadslid van Luik en werd in januari 1951 PSC-senator voor het arrondissement Luik, in opvolging van de overleden Cassian Lohest. Hij nam echter al in april van hetzelfde jaar ontslag.